# MathWorld
MathWorld is een naslag-website op het gebied van de wiskunde. Het is ontwikkeld en grotendeels geschreven door Eric W. Weisstein. Het wordt financieel onderhouden en gelicentieerd door Wolfram Research. Het is gedeeltelijk gefinancierd door een subsidie van de National Science Digital Library, onderdeel van de National Science Foundation, aan de Universiteit van Illinois te Urbana-Champaign.

## Geschiedenis
Eric W. Weisstein, de geestelijke vader van de website, studeerde natuurkunde en sterrenkunde. Hij maakte aantekeningen van zijn wiskundecolleges. In 1995 zette hij zijn aantekeningen online, onder de titel Eric's Treasure Trove of Mathematics. Het bevatte honderden pagina’s en artikelen, over een groot gebied van wiskundige onderwerpen. De website werd bekend als een uitgebreide wiskundebron op het internet. Weisstein bleef de artikelen verder verbeteren en accepteerde correcties en opmerkingen van online lezers. In 1998 sloot hij een contract met CRC Press, en de inhoud van de site werd in druk en op cd-rom gepubliceerd, onder de titel CRC Concise Encyclopedia of Mathematics. De gratis online versie bleef slechts voor een deel publiek toegankelijk. In 1999 kwam Weisstein in dienst bij Wolfram Research, Inc. (WRI). Deze hernoemde de Math Treasure Trove tot MathWorld, op hun eigen servers, zonder enige toegankelijkheidsbeperking.
Het wiskundepakker Mathematica, dat op Schoonschip van Martinus Veltman is gebaseerd, werd ook door Wolfram Research ontwikkeld.

## Rechtszaak CRC
In 2000 spande CRC Press een rechtszaak aan tegen WRI, president Stephen Wolfram van WRI en auteur Eric Weisstein, vanwege wat men als contractbreuk beschouwde: de inhoud van MathWorld zou alleen in druk mogen verschijnen. De site werd op gerechtelijk bevel uit de lucht gehaald. Later is het tot een schikking gekomen, waarbij WRI een niet nader genoemd bedrag heeft betaald en aan nog enkele andere eisen moest voldoen. Tot die eisen behoorde onder andere dat er een copyrightverklaring onderaan de website moest staan, en dat CRC vergaande rechten had om MathWorld in boekvorm uit te geven. Daarop werd de site weer kosteloos voor het publiek toegankelijk gemaakt.
Deze zaak heeft tot een golf van artikelen in online publicaties geleid. De internetencyclopedie PlanetMath voor wiskunde heeft in deze periode enige tijd bestaan.

## Websites
- Officiële website